# Mustafa al-Barghusi
Mustafa al-Barghusi, Mustafa Barghouti (ur. 1 stycznia 1954 w Bait Rima koło Ramallah) – palestyński działacz polityczny, kandydat w wyborach prezydenckich w styczniu 2005.
Z wykształcenia lekarz, kształcił się w Jerozolimie i w ZSRR, a także na amerykańskim Stanford University. W 1979 założył organizację pozarządową Unię Pomocy Medycznej Palestyny i stał przez wiele lat na jej czele. Brał udział w konferencji w Madrycie (1991), zajmującej się konfliktem palestyńsko-izraelskim. W 1996 bez powodzenia kandydował w wyborach do parlamentu Autonomii Palestyńskiej.
W 2002 był współzałożycielem Narodowej Inicjatywy Palestyńskiej al-Mubadara, która ma stanowić alternatywę zarówno dla Organizacji Wyzwolenia Palestyny, jak i dla radykałów Hamasu; pełni funkcję sekretarza Inicjatywy.
W 1996 został postrzelony przez żołnierzy izraelskich w czasie wykonywania obowiązków lekarza.
Kandydował w wyborach prezydenckich Autonomii Palestyńskiej w styczniu 2005, po śmierci Jasira Arafata. Zdobył ok. 20% głosów, zajmując drugie miejsce za zwycięzcą, byłym premierem Mahmudem Abbasem. 
Jego kuzynem jest Marwan al-Barghusi, popularny przywódca palestyński więziony w Izraelu, który, będąc jednym z faworytów wyborów w 2005, wycofał się z rywalizacji jeszcze w grudniu 2004.